# Carlo Vanzina
Carlo Vanzina (Roma, 13 de março de 1951 – Roma, 8 de julho de 2018) foi um diretor de cinema, produtor e roteirista italiano.

## Biografia
Carlo nasceu em Roma, filho de Maria Teresa Nati e do diretor de cinema Stefano Vanzina. Em 2001, dirigiu a comédia romântica com o filme South Kensington, estrelado por Rupert Everett e Elle Macpherson. Dois de seus filmes, Eccezzziunale... veramente (1982) e Vacanze di Natale (1983), foram apresentados como parte de uma retrospectiva de comédia italiano no 67º Festival Internacional de Cinema de Veneza.
Carlo morreu em 8 de julho de 2018, aos 67 anos.